# يوجينيا كودورو
يوجينيا كودورو أو يوخينيا كودورو هي ممثلة مكسيكية ولدت في 20 ديسمبر 1968 في مدينة مكسيكو، من أشهر مسلسلاتها صغيرتي الغالية.
والداها اسمه ارنستو كودورو وأمها هي سيلفيا كودورو، وشقيقتها ادريانا كودورو، يوجينيا بدأت كراقصة باليه عندما كانت صغيرة وعندما أصبحت في الخامسة عشر من العمر أصبحت ممثلة إعلانات، وبعد ذلك بدأت بالتمثيل في مسلسلات الحب.

## روابط خارجية
- يوجينيا كودورو على موقع IMDb (الإنجليزية)
- يوجينيا كودورو على موقع قاعدة بيانات الفيلم (الإنجليزية)